# 万孚生物
广州万孚生物技术股份有限公司（深交所：300482，简称：万孚生物）是中華人民共和國一家醫療檢測公司，成立于1992年，由當時在华南理工大学食品与轻工学院任职的李文美和暨南大学任教的王继华夫婦創辦。2015年上市。2022年3月，中華人民共和國允許抗原檢測試劑產品上市，万孚生物成為首批入圍公司。隨後万孚生物的董秘在微信朋友圈發表喜悅的表情，結果引發外界批評公司是在發國難財。之後董秘公開道歉。

## 外部連結
- 官方网站